# Petraeovitex wolfei
Petraeovitex wolfei là một loài thực vật có hoa trong họ Hoa môi. Loài này được J.Sinclair miêu tả khoa học đầu tiên năm 1956.